# Препроорексин
Препроорексин (від лат. prepro-, що означає «попередній», і грец. orexis, що означає апетит) ― це білок-попередник нейропептидів орексин-А та орексин-Б, який складається зі 131 амінокислотного залишку. Препроорексин синтезують нейрони заднього та латерального гіпоталамуса.

## Еволюція

### Гени орексинів
Гени, що кодують препроорексин, демонструють висококонсервативні локуси протягом еволюції хребетних, включаючи структуру з двох екзонів, з більшим екзоном 2, який включає послідовності, що кодують орексини А та В. Екзон 1 зазвичай містить 5'-UTR і частину сигнальної послідовності . У послідовності препроорексину послідовності орексину А безпосередньо передують сигнальним пептидам. За обома зрілими пептидами слідує передбачуваний консенсусний мотив для С-кінцевого амідування (GR/KR/K) (рис. 1 , 2). С-кінцеві ділянки послідовностей препроорексину, наступні за послідовністю орексину, варіабельні серед видів, що свідчить про те, що в цій області не кодуються інші функціональні пептиди.
Орексини, що не належать до ссавців, також дуже подібні до орексину А ссавців, але мають більше варіацій, ніж у ссавців. Як правило, у структурі орексину А немає N-кінцевого піроглутамілювання через відсутність N-кінцевого залишку глутамату.
Послідовності орексину A птахів (курки, індички та зяблика) містять 34 амінокислотні залишки та мають два внутрішньодисульфідні містки (C7–C13 та C8–C15), тоді як послідовності орексину B є лінійними пептидами з 28 амінокислот.

### Гени рецепторів
У ссавців існує два підтипи рецепторів орексину, OX1R і OX2R, обидва з яких є членами GPCR класу B. Орексин A демонструє схожу спорідненість як з OX1R, так і з OX2R, тоді як орексин B демонструє вищу спорідненість з OX2R порівняно з OX1R. Гени OX1R і OX2R людини розташовані на хромосомах 1 і 6 відповідно. OX1R і OX2R людини мають 63,5 % однакових амінокислот.
OX1R зустрічається виключно у видів ссавців і, як вважають, розвинувся з предків OX2R, імовірно, через подвоєння генів під час еволюції ранніх ссавців. OX2R присутній у всіх геномах хребетних, що свідчить про те, що OX2R є предковою формою рецепторів орексину. Хромосомна локалізація цих рецепторів також свідчить про те, що OX1R є продуктом відносно недавнього подвоєння гена OX2R. Фланкуючі гени OX2R (FAM83B і GFRAL) також добре збережені у всіх відомих видів ссавців. Хоча гени TINAGL1 і PEF1 знаходяться в безпосередній близькості до гена OX1R ссавців, вони не зустрічаються в паралогічних областях в геномах інших тварин.

## Біосинтез
Препроорексини синтезуються у нейронах латерального гіпоталамуса. А далі ферментативно дозріває (в ендоплазматичному ретикулюмі) до орексину-А та орексину-Б.
Ген, що кодує препроорексин у людини, позначається як HCRT і локалізується на хромосомі 17 (17q21.2).
Рівень мРНК препроорексину змінюється в залежності від стану організму, наявності голоду, рухливості тощо:
- при обмеженні рухливості, охолодженні, гіпоглікемії та обмеженні харчування кількість м-РНК препроорексину зростає, тоді як при реакціях страху — навпаки знижується[4]
- У мишей, нокаутних геном препроорексину відсутні циркадні зміни температури тіла
- Рівень експресії гена препроорексину в клітинах гіпоталамуса зростає в 5.5 разів через 1 годину після закінчення обмеження рухливості щурів і нормалізується через 1 годину після охолодження на фоні обмеження рухливості.
- Зниження імунореактивності орексин-вмісних нейронів, локалізованих в окремих структурах і зонах гіпоталамуса, при одночасному підвищеному рівні експресії гена препроорексину в клітинах гіпоталамуса свідчить про порушення балансу між синтезом і споживанням орексину в цих нейронах і залучених даних структур у реалізацію дії.[5]

## Функції орексинів
Орексинові нейрони залучені у регуляцію харчової поведінки, навчання, пам'яті, станів збудження (зокремо контроль станів спання/неспання).
Для лікування залежностей, безсоння, ожиріння, тривоги та панічних розледів, винайшли два класи антагоністів орексинових нейронів: селективні до певного рецептора (SORA-1 та SORA-2) та ті, які зв'язуються із обома рецепторами орексину (DORA).

## Перспективи
Наукові дослідження препроорексинів зосереджені на розкритті механізмів їх активації та функціонування. Вивчення цих процесів сприяє розробці нових лікарських засобів для лікування порушень сну, депресії, тривоги та залежності.